# San Antonio Spurs
De San Antonio Spurs is een basketbalteam uit San Antonio, Texas. Het team speelt in de Southwest Division van de NBA onder leiding van Gregg Popovich. De Spurs spelen hun thuiswedstrijden in het AT&T Center.
Een van de huidige sterren van het team is Dejounte Murray. Tot 2016 hoorde Tim Duncan tot het sterrenensemble van de Spurs. Hij zwaaide af na 19 seizoenen, waarin hij vijf keer NBA-kampioen werd.
In december 2020 scheef assistent-coach Becky Hammon geschiedenis door als eerste vrouw ooit een NBA-team te leiden, nadat hoofdcoach Gregg Popovich was weggestuurd tijdens een duel.
De Spurs wonnen de NBA-titel in  1999, 2003, 2005, 2007 en 2014.
Vijf spelers van de San Antonio Spurs zijn opgenomen in de Basketball Hall of Fame.
- George Gervin ('The Iceman') - 1996
- Moses Malone - 2001
- Dominique Wilkins - 2006
- David Robinson ('The Admiral') - 2009
- Tim Duncan - 2020

De kans is groot dat onder anderen Kawhi Leonard en coach Gregg Popovich daar in de toekomst bij komen.

## Erelijst
Division Championships:
- 1978 Southwest Division Champions
- 1979 Southwest Division Champions
- 1981 Southwest Division Champions
- 1982 Southwest Division Champions
- 1983 Southwest Division Champions
- 1990 Southwest Division Champions
- 1991 Southwest Division Champions
- 1995 Southwest Division Champions
- 1996 Southwest Division Champions
- 1999 Southwest Division Champions
- 2001 Southwest Division Champions
- 2002 Southwest Division Champions
- 2003 Southwest Division Champions
- 2005 Southwest Division Champions
- 2006 Southwest Division Champions
- 2009 Southwest Division Champions
- 2011 Southwest Division Champions
- 2012 Southwest Division Champions
- 2013 Southwest Division Champions
- 2014 Southwest Division Champions
- 2016 Southwest Division Champions
- 2017 Southwest Division Champions

Conference Championships:
- 1999 Western Conference Champions
- 2003 Western Conference Champions
- 2005 Western Conference Champions
- 2007 Western Conference Champions
- 2013 Western Conference Champions
- 2014 Western Conference Champions

NBA Championships:
- 1999 NBA Champions
- 2003 NBA Champions
- 2005 NBA Champions
- 2007 NBA Champions
- 2014 NBA Champions